# Міські голови Кам'янця-Подільського
Міські́ го́лови Кам'янця́-Поді́льського — посадові особи, що очолювали самоврядування в місті Кам'янець-Подільський.

## У часи Російської імперії
У Російській імперії міський голова очолював міську думу та міську управу. Міські голови Кам'янця-Подільського: у 1878—1893 роках — Петро Дорофійович Левицький, від 1893 року — Іван Кузьмич Михалевич, 1904 року — Віктор Іванович Калішевич, 1914 року — Костянтин Васильович Турович, 1917 року — Антон Шульмінський, від 1917 року — Олександр Красовський.

## У радянський час (до 1941 року)
Питання про міських керівників цього періоду мало вивчено. Відомо тільки, що першим головою Кам'янець-Подільської Ради робітничих і солдатських депутатів 1 листопада (14 листопада за новим стилем) 1917 року було обрано Михайла Миколайовича Кушелєва (1888 — 1971). 1967 року він став одним із перших почесних громадян Кам'янця-Подільського.
Голови Кам'янець-Подільського окружного виконавчого комітету (1923—1930 рр.)
Горлинський (1927—1929 рр.) — на спільному засіданні Кам'янецького виконкому 8-го скликання та Кам'янецької міської ради саме він доповідав про постанову про проголошення Кам'янецької фортеці заповідником (23 березня 1928 р.)
Голови Кам'янець-Подільської міської ради
Панас Буценко — 1921—1923 рр. Член УСДРП (1910). Членом ЦК КП(б)У. З травня 1921 р. по початок 1923 р був головою Кам'янець-Подільського повітового виконкому, а одночасно — головою Кам'янець-Подільської міської ради робітничих, селянських та червоноармійських депутатів. Секретар ВУЦВК (1923—1929). Був одним із керівників політики «українізації»
державного, радянського та адміністративного апарату Разом із Миколою Скрипником обстоював право проведення розмежування російсько-українського порубіжжя на мовно-етнічних засадах.

## У повоєнний час (після 1944 року)
Після визволення Кам'янця-Подільського від гітлерівських загарбників, що відбулося 26 березня 1944 року, на чолі міськвиконкому та міськради перебувало 18 осіб — 17 чоловіків та одна жінка.
У 1944—1945 роках головою міськвиконкому півтора року працював Антон Семенов (1890—1958). Йому тоді було 55 років. До війни Антон Іванович був завідувачем міського відділу комунального господарства, після 1945 року займав відповідальні посади, зокрема, працював директором маслозаводу, міського водоканалу. Його донька Ніна Семенова (1920—1997) була директором (у 1965—1974 роках), завучем із німецької мови (у 1974—1980 роках) Кам'янець-Подільської середньої школи № 1.
Другим повоєнним головою міськвиконкому наприкінці 1945 року став 43-річний Давид Демчук. Давид Михайлович очолював виконавчу владу трохи більше ніж два роки — до 5 січня 1948 року.
Наступним головою міськвиконкому став 39-річний Микола Мамічев — відомий партійний працівник, який, зокрема, був секретарем Кам'янець-Подільського міськкому КП(б)У. Микола Федорович очолював виконавчу владу два роки та один день. 6 січня 1950 року сесія міськради увільнила його від виконання обов'язків голови міськвиконкому у зв'язку з вибуттям на навчання.
Четвертим повоєнним головою міськвиконкому став ще один відомий місцевий партійний діяч — 40-річний Тихон Стефанов. Тихон Сидорович очолював виконавчу владу близько трьох років — до листопада 1952 року.
Наступником Стефанова став Іван Полуянов, який спочатку виконував обов'язки голови виконкому. Це було так. 27 листопада 1952 року відбулася чергова, двадцята сесія міської Ради депутатів трудящих третього скликання. Вона розглянула питання «Про хід виконання пропозицій виборців щодо звітів депутатів міської Ради» та організаційне питання. З доповіддю з першого питання виступив заступник голови виконкому міської Ради Іван Никандрович Полуянов. На сесії також виступив заступник голови виконкому обласної Ради депутатів трудящих Тихон Сидорович Стефанов, який поставив перед присутніми низку завдань щодо найліпшого виконання пропозицій виборців. В організаційному питанні сесія увільнила від обов'язків голови міськвиконкому Стефанова у зв'язку з його переходом на іншу роботу. Сесія обрала виконавцем обов'язків голови міськвиконкому Полуянова.
Після чергових виборів до місцевих рад на першій сесії міськради був обраний головою міськвиконкому. Іван Никандрович очолював виконком два роки.
У 1955—1959 роках головою виконкому працював Федір Покотило (1909 — 1969). В останні роки життя Федір Микитович був директором виробничого управління водопровідно-каналізаційного господарства міста.
1959 року міськвиконком очолив Ігор Бєлінський. Ігор Мартіанович працював головою виконкому до лютого 1962 року. Далі, в 1962—1975 роках, він був директором автоагрегатного заводу.
Два роки, з лютого 1962 року до лютого 1964 року, міськвиконком очолював уродженець села Безнісківці (тепер Абрикосівка) Євген Гітіліс (1925 — 1992). Євген Семенович працював також другим секретарем Кам'янець-Подільського міськкому КПУ, начальником Хмельницького обласного управління побутового обслуговування населення.
Наступним головою міськвиконкому був Григорій Тонкочеєв (1904 — 1991). Григорій Андрійович у 1953—1962 роках працював першим секретарем Кам'янець-Подільського міськкому КПУ. Тонкочеєв очолював виконком 4,5 роки — до 19 листопада 1968 року.
Найменше — всього 4 місяці, від 19 листопада 1968 року до 21 березня 1969 року, працював головою виконкому 46-річний Антон Шевчук — до того голова Дунаєвецького райвиконкому.
Зате наступниця Антона Дмитровича — Лідія Демчук (1929 — 1990) — очолювала виконком найдовше — ледь не 10 років: від 21 березня 1969 року до 2 листопада 1978 року. Лідія Миколаївна була невісткою одного з попередніх голів міськвиконкому — Давида Демчука.
Дванадцятим повоєнним головою міськвиконкому став Володимир Козлов (1937 — 2003). Володимир Олександрович очолював виконком майже 7 років і покинув цю посаду у зв'язку з обранням 5 червня 1985 року першим секретарем Кам'янець-Подільського міськкому КПУ.
26 червня 1985 року наступним головою міськвиконкому сесія міськради обрала Крилова Володимира Уляновича. Володимир Улянович очолював виконком близько 5 років — до 4 квітня 1990 року.

## У незалежній Україні
1990 року, внаслідок перебудовчих змін, керівну посаду міського самоврядування розділили на дві окремі: голова міської ради та голова міського виконавчого комітету. Сесія міськради обрала 2 квітня 1990 року головою ради Михайла Аносова, а 4 квітня — головою виконкому Юрія Москалюка. Невдовзі голові ради законодавчо надали повноваження голови виконкому. Тож 16 січня 1991 року голова ради Михайло Аносов став ще й головою виконкому, а Юрій Москалюк — першим заступником голови міськвиконкому.
1994 року уперше керівника міського самоврядування обирали не депутати міськради, а виборці міста. 10 липня 1994 року першим всенародно обраним головою міськради та міськвиконкому став Анатолій Кучер. Згідно з Конституцією України, ухваленою 28 червня 1996 року, посада вищого керівника міської територіальної громади здобула нову назву — міський голова. Та вже через три роки керування містом, 23 вересня 1997 року, депутати міськради двома третинами голосів відправили Анатолія Івановича у відставку.
15 жовтня 1997 року сесія міськради призначила виконувачем обов'язків голови секретаря міської ради Олександра Мазурчака. 29 березня 1998 року кам'янчани обрали Олександра Володимировича повноцінним міським головою, а 31 березня 2002 року і 26 березня 2006 року переобрали його на цю посаду.
29 грудня 2007 року Олександра Мазурчака призначено заступником міністра з питань житлово-комунального господарства України. У зв'язку з цим 18 січня 2008 року на позачерговій сесії Кам'янець-Подільської міської ради він склав повноваження міського голови Кам'янця-Подільського. Виконувачем обов'язків міського голови став секретар міської ради Михайло Аносов.
1 червня 2008 року міським головою було обрано Анатолія Нестерука. 5 червня 2008 року після складання присяги на сесії міської ради Анатолій Макарович приступив до виконання повноважень міського голови.
20 вересня 2010 року Анатолій Нестерук заарештований СБУ за звинуваченням у хабарництві. Через перебування під слідством виборча комісія відмовила йому в участі у виборах. На виборах міського голови 31 жовтня 2010 року в умовах запеклої боротьби між трьома кандидатами перемогу здобув Михайло Сімашкевич.
15 листопада 2020 року в другому турі виборів міським головою був обраний Михайло Посітко.